# Copa Davis 1951
La Copa Davis 1951 fue la 40.ª edición del torneo de tenis masculino más importante por naciones. La ronda final se celebró del 26 al 28 de diciembre de 1951. Australia se proclamó como equipo ganador de la Copa, venciendo al equipo de Estados Unidos por 3 a 2.

## Partido de la Inter-Zona
|  |  |                |   |  | Final  |   |  |
|  |  |                |   |  |        |   |  |
|  |  |                |   |  |        |   |  |
|  |  |                |   |  |        |   |  |
|  |  |                |   |  |        |   |  |
|  |  |                |   |  |        |   |  |
|  |  |                |   |  |        |   |  |
|  |  |                |   |  | Suecia | 0 |  |
|  |  | Estados Unidos | 5 |  |        |   |  |
|  |  |                |   |  |        |   |  |
|  |  |                |   |  |        |   |  |
|  |  |                |   |  |        |   |  |
|  |  |                |   |  |        |   |  |
|  |  |                |   |  |        |   |  |
|  |  |                |   |  |        |   |  |

## Ronda Final
| | Australia | 3                          | 2 | Estados Unidos |   |   |
| --- | --------- | -------------------------- | - | -------------- | - | - |
| White City Stadium, Sídney, Australia 26 al 28 de diciembre de 1951 |           |                            |   |                |   |   |
| \| 1 \| \| Mervyn Rose \| 3 \| 4 \| 7 \| \| \| 1 \| \| Vic Seixas \| 6 \| 6 \| 9 \| \| \| 2 \| \| Frank Sedgman \| 6 \| 6 \| 4 \| 6 \| \| 2 \| \| Ted Schroeder \| 4 \| 3 \| 6 \| 4 \| \| 3 \| \| Ken McGregor-Frank Sedgman \| 6 \| 9 \| 6 \| \| \| 3 \| \| Ted Schroeder-Tony Trabert \| 2 \| 7 \| 3 \| \| \| 4 \| \| Mervyn Rose \| 4 \| 11 \| 5 \| \| \| 4 \| \| Ted Schroeder \| 6 \| 13 \| 7 \| \| \| 5 \| \| Frank Sedgman \| 6 \| 6 \| 6 \| \| \| 5 \| \| Vic Seixas \| 4 \| 2 \| 2 \| \| |           |                            |   |                |   |   |
| 1 |           | Mervyn Rose                | 3 | 4              | 7 |   |
| 1 |           | Vic Seixas                 | 6 | 6              | 9 |   |
| 2 |           | Frank Sedgman              | 6 | 6              | 4 | 6 |
| 2 |           | Ted Schroeder              | 4 | 3              | 6 | 4 |
| 3 |           | Ken McGregor-Frank Sedgman | 6 | 9              | 6 |   |
| 3 |           | Ted Schroeder-Tony Trabert | 2 | 7              | 3 |   |
| 4 |           | Mervyn Rose                | 4 | 11             | 5 |   |
| 4 |           | Ted Schroeder              | 6 | 13             | 7 |   |
| 5 |           | Frank Sedgman              | 6 | 6              | 6 |   |
| 5 |           | Vic Seixas                 | 4 | 2              | 2 |   |